# 万良镇
万良镇，是中华人民共和国吉林省白山市抚松县下辖的一个乡镇级行政单位。
境内有大方顶子遗址。

## 行政区划
万良镇下辖以下地区：
苇芦村、仁义村、大方村、明水村、河东村、万福村、万良村、万兴村、万财村、万民村、高升村、水洞村、向阳村、朝阳村、庆升村、荒沟村、小屯村和北山村。